# Pucok Alue Seuleumak
Pucok Alue Seuleumak is een bestuurslaag in het regentschap Aceh Utara van de provincie Atjeh, Indonesië. Pucok Alue Seuleumak telt 286 inwoners (volkstelling 2010).